# Chapelle Saint-Corneille du Hamelet
La chapelle Saint-Corneille du Hamelet est située dans le hameau du Hamelet sur le territoire de la commune de Favières,  dans le département de la Somme, au nord de la Baie de Somme.

## Historique
Fondée au XIe siècle, sur un îlot alors près de la côte, la chapelle Saint-Corneille fut reconstruite en partie au XVIe siècle (chœur), par le comte des Essarts de Meigneulx, seigneur du Hamelet. 
Au XVIIIe siècle, un de ses descendants, Louis Charles des Essars, la rénove et en fait sa sépulture.
En 1850, la chapelle, précédente possession de Nolette, passe en propriété à Favières.
Vers 1900, elle sert de grange à fourrage.
Endommagée pendant la Seconde Guerre mondiale, occupée par les Allemands, elle a été restaurée en 1954.

## Caractéristiques
La nef est construite en galets et silex, le chœur fut construit vers 1570 en pierres blanches. Il est plus haut que la nef. Un clocher à campenard surmonte la façade ; sa cloche est datée de 1541. Elle est classée monument historique au titre d'objet.
Une charpente apparente en « coque de bateau renversée » couvre l’ensemble. Quatre baies romanes éclairent l'édifice. Sous l'autel de la chapelle fut inhumé le comte des Essarts, décédé en 1772. Des pots acoustiques, un chemin de croix peint et des statues en plâtre sont visibles dans la chapelle.
En 1954, des vitraux furent posés par les apprentis de la Fondation franco-américaine de Berck. Au-dessus de la porte d'entrée, est accroché depuis 2013, un tableau de Louis Hispa, artiste peintre résidant à Favières, Christ en croix, réalisé en 1955.

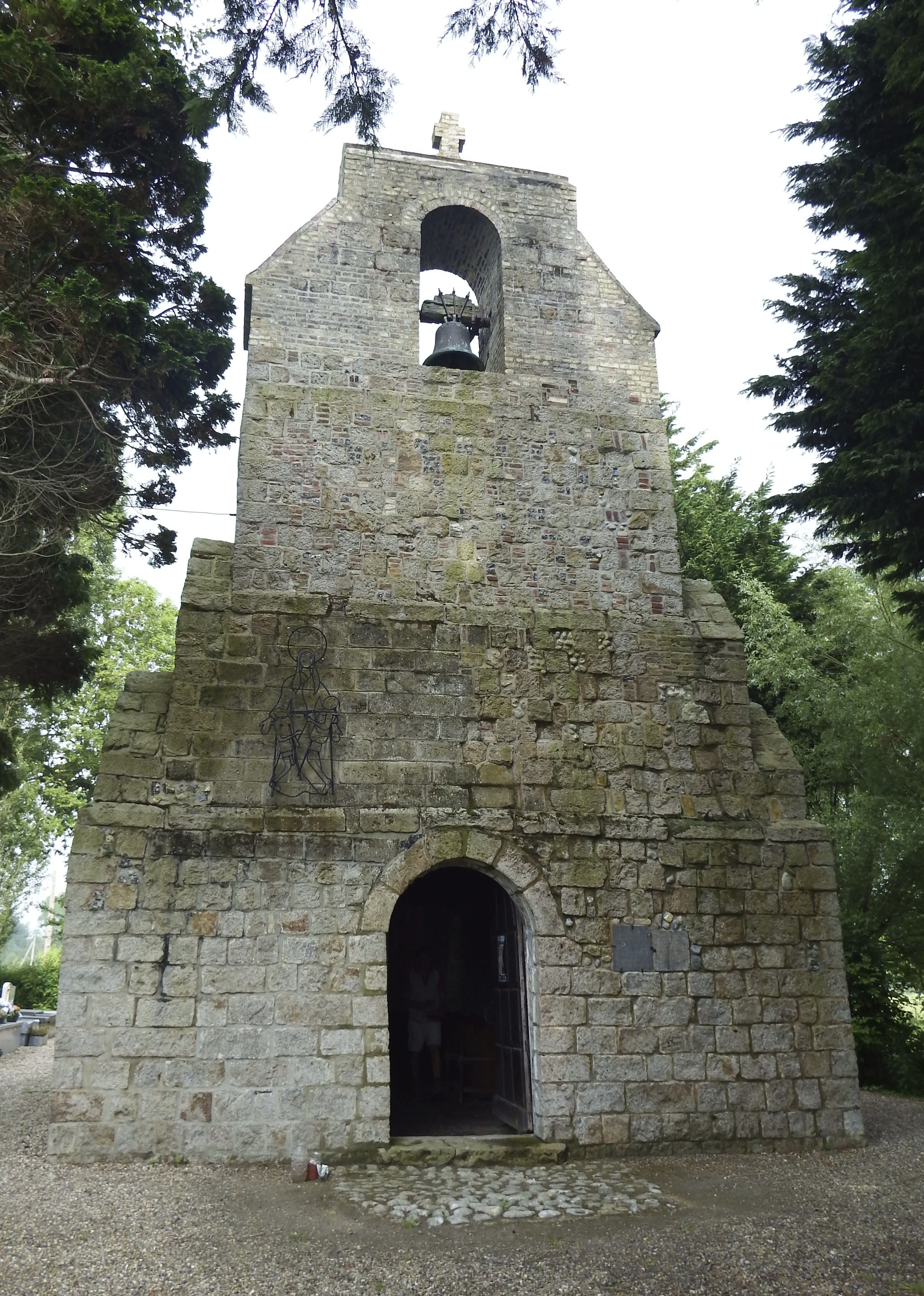
Chapelle Saint-Corneille au Hamelet.
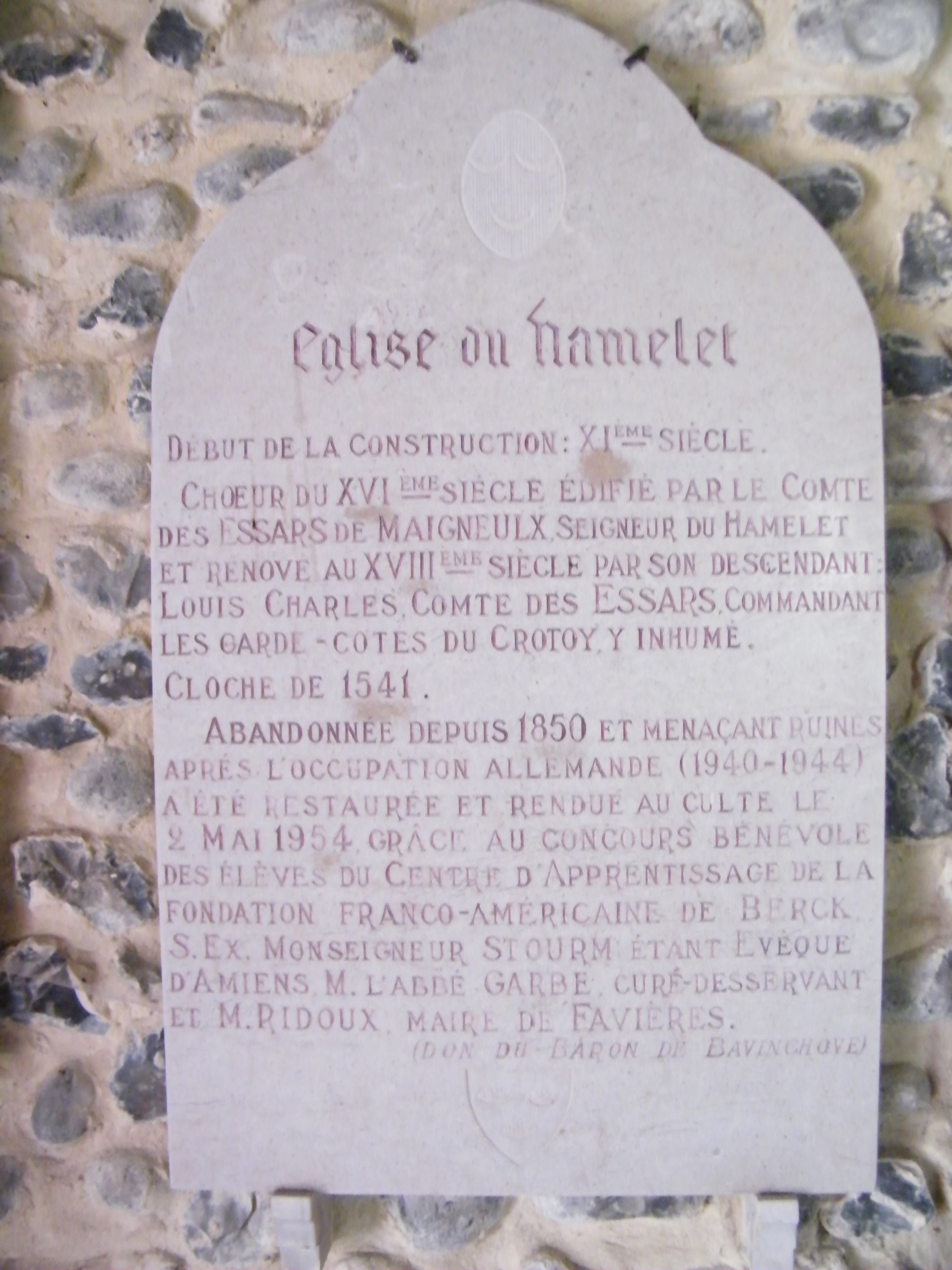
Plaque dans la chapelle.
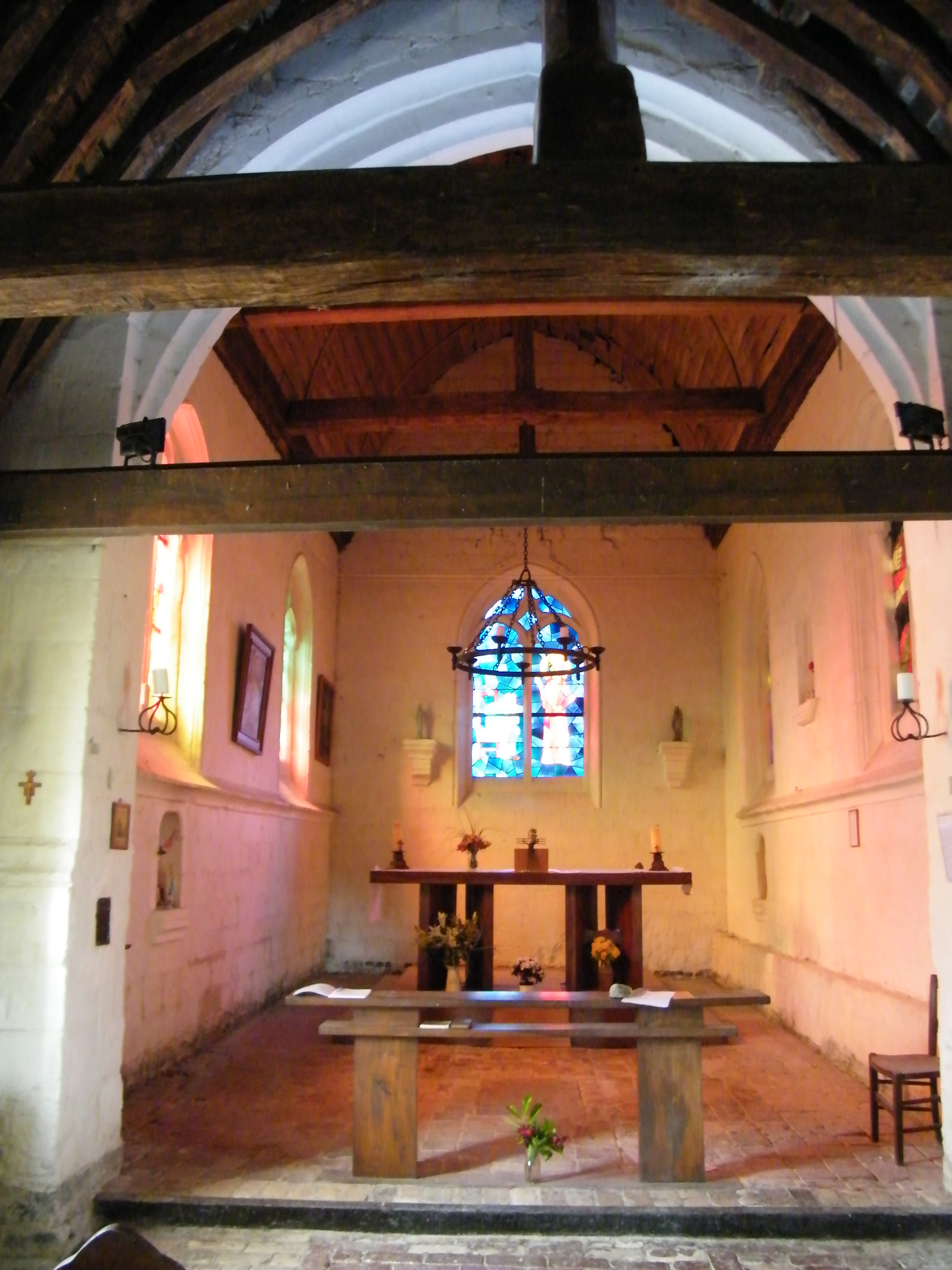
Intérieur de Saint-Corneille.
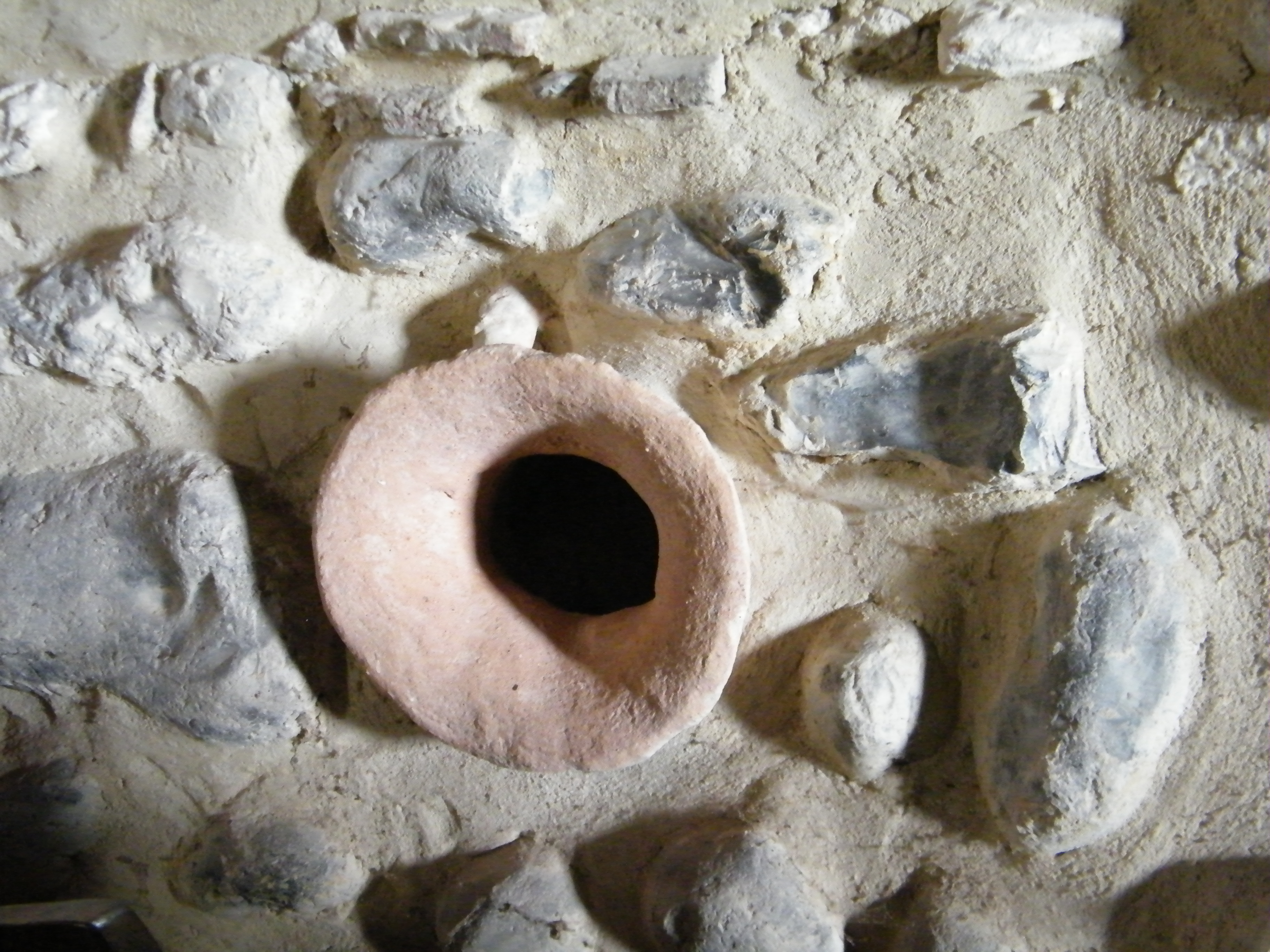
Pot acoustique dans la nef, chapelle du Hamelet.
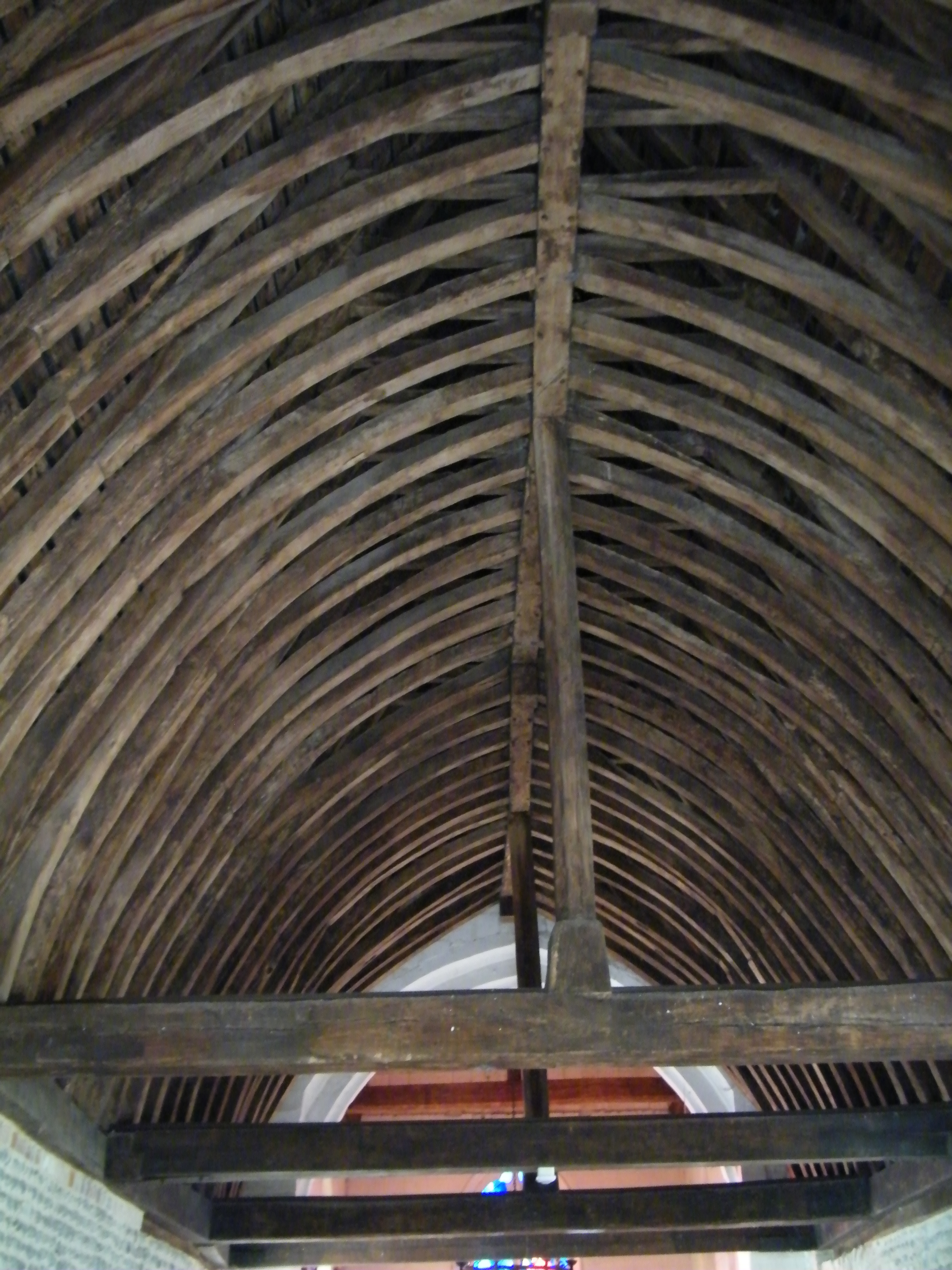
Charpente de la chapelle.